# Hermann Hartmann-Drewitz

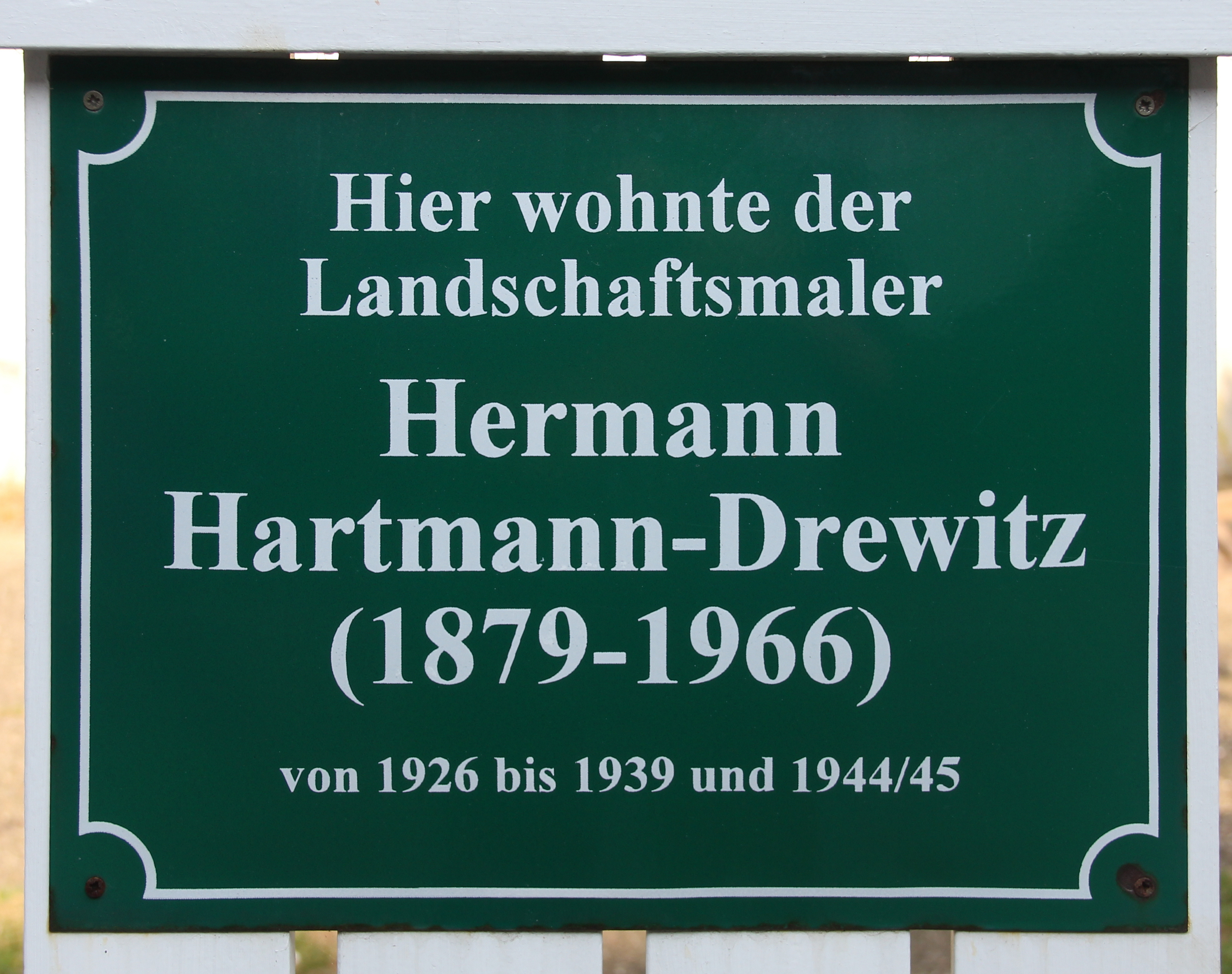
Gedenktafel Klenzestaße 15 in Heringsdorf

Hermann Hartmann-Drewitz (* 3. Dezember 1879 in Berlin; † 18. März 1966 in Eutin) war ein deutscher Landschaftsmaler der Berliner Secession und bedeutender Vertreter des Kolorismus.

## Leben
Hermann Hartmann-Drewitz, Sohn eines Juristen, lebte bis zu seinem 20. Lebensjahr in Berlin und verbrachte die Sommermonate mit seiner Familie in Rügener Ostseebädern. Er nahm 1899 ein Studium der Rechtswissenschaft an der Universität Heidelberg auf, das er infolge des Todes seines Vaters abbrach. Daraufhin schlug er eine Offizierslaufbahn ein und besuchte die Kriegsschule in Glogau, die er jedoch als Fähnrich aus gesundheitlichen Gründen verlassen musste.
Hartmann-Drewitz hatte bereits im Jugendalter mit dem Zeichen begonnen und so widmete er sich ab 1905 der Kunst. Er erhielt zunächst ein Jahr Privatunterricht bei Wilhelm Herwarth (1853–1916), einem Schüler Christian Wilbergs, in Berlin, bevor er in der Porträtklasse der Königlichen Akademie der Künste studierte. Darüber hinaus unternahm er Studienreisen an die Ostsee und nach Italien.
Im Jahr 1918 zog er mit seiner Familie nach Usedom-Wollin, 1921 nach Zinnowitz, wo er ein Haus kaufte, und später nach Swinemünde. Von 1926 bis 1939 und 1944/45 lebte er in Heringsdorf, wo er ein Gästehaus bewirtschaftete, ab 1945 in Eutin in Schleswig-Holstein.
Er hatte Kontakt mit zahlreichen bedeutenden Künstlern der Zeit. 1951 berichtete Hartmann-Drewitz in Die Zeit von seiner Begegnung mit Edvard Munch in Warnemünde 1908 und ihrer Bekanntschaft in den folgenden Jahren.
Er war der Vater der Malerin und Zeichnerin Lilli Hartmann-Drewitz (* 8. April 1911 in Charlottenburg (heute Berlin); † 5. Mai 2002 in Hamburg), die vor allem Landschafts- und Reisemotive sowie Hamburger Stadtmotive darstellte. Sie war seine Nachlassverwalterin.
Hartmann-Drewitz signierte mit „H. H. D.“ oder „H. H–D“. Sein Werk Friedenauer Lauben befindet sich im Besitz der Stadt Berlin.

## Ausstellungen (Auswahl)
- 1912: Stätten der Arbeit, Galerie Arnold (Gruppenausstellung)[7]

## Schriften
- Auf Umwegen zur Malerei. Lebenserinnerungen eines Suchenden; gekürzte Fassung. Hamburg 1988 (99 S.).